# Gran Premi d'Itàlia del 2017
El Gran Premi d'Itàlia de Fórmula 1 de 2017 fou la tretzena carrera de la temporada 2017. Va tenir lloc de l'1 al 3 de setembre en el Circuit de Monza, a Monza. Nico Rosberg va ser el vencedor de l'edició anterior, seguit per Lewis Hamilton i Sebastian Vettel. Els pilots que estaran en actiu que han guanyat a Itàlia són Lewis Hamilton, Sebastian Vettel i Fernando Alonso.

## Entrenaments lliures

### Primers lliures
Resultats
| Pos. | Nº | Pilot            | Equip/Motor          | Millor temps | Diferència | Compost | Voltes |
| ---- | -- | ---------------- | -------------------- | ------------ | ---------- | ------- | ------ |
| 1    | 44 | Lewis Hamilton   | Mercedes AMG         | 1:21.537     | —          | SS      | 28     |
| 2    | 77 | Valtteri Bottas  | Mercedes AMG         | 1:21.972     | +0.435     | SS      | 31     |
| 3    | 5  | Sebastian Vettel | Ferrari              | 1:22.652     | +1.115     | SS      | 24     |
| 4    | 7  | Kimi Räikkönen   | Ferrari              | 1:22.689     | +1.152     | SS      | 28     |
| 5    | 3  | Daniel Ricciardo | Red Bull - TAG Heuer | 1:22.742     | +1.205     | SS      | 26     |

### Segons lliures
Resultats
| Pos. | Nº | Pilot            | Equip/Motor          | Millor temps | Diferència | Compost | Voltes |
| ---- | -- | ---------------- | -------------------- | ------------ | ---------- | ------- | ------ |
| 1    | 77 | Valtteri Bottas  | Mercedes AMG         | 1:21.406     | —          | S       | 25     |
| 2    | 44 | Lewis Hamilton   | Mercedes AMG         | 1:21.462     | +0.056     | S       | 24     |
| 3    | 5  | Sebastian Vettel | Ferrari              | 1:21.546     | +0.140     | S       | 33     |
| 4    | 7  | Kimi Räikkönen   | Ferrari              | 1:21.804     | +0.398     | SS      | 34     |
| 5    | 33 | Max Verstappen   | Red Bull - TAG Heuer | 1:22.409     | +1.003     | S       | 34     |

### Tercers lliures
Resultats
| Pos. | Nº | Pilot           | Equip/Motor             | Millor temps | Diferència | Compost | Voltes |
| ---- | -- | --------------- | ----------------------- | ------------ | ---------- | ------- | ------ |
| 1    | 19 | Felipe Massa    | Williams Martini Racing | 1:40.660     | —          | W       | 4      |
| 2    | 18 | Lance Stroll    | Williams Martini Racing | 1:40.888     | +0.288     | W       | 4      |
| 3    | 27 | Nico Hülkenberg | Renault                 | 1:41.491     | +0.831     | W       | 4      |
| 4    | 55 | Carlos Sainz    | Scuderia Toro Rosso     | 1:41.515     | +0.855     | W       | 5      |
| 5    | 30 | Jolyon Palmer   | Renault                 | 1:44.369     | +3.709     | W       | 4      |

## Classificació
Resultats
| Pos. | Nº | Pilot             | Equip-motor             | Part 1   | Part 2   | Part 3   | Graella |
| ---- | -- | ----------------- | ----------------------- | -------- | -------- | -------- | ------- |
| 1    | 44 | Lewis Hamilton    | Mercedes AMG            | 1:36.009 | 1:34.660 | 1:35.554 | 1       |
| 2    | 33 | Max Verstappen    | Red Bull - TAG Heuer    | 1:37.344 | 1:36.113 | 1:36.702 | 14      |
| 3    | 3  | Daniel Ricciardo  | Red Bull - TAG Heuer    | 1:38.304 | 1:37.313 | 1:36.841 | 17      |
| 4    | 18 | Lance Stroll      | Williams Martini Racing | 1:37.653 | 1:37.002 | 1:37.032 | 2       |
| 5    | 31 | Esteban Ocon      | Force India             | 1:38.775 | 1:37.580 | 1:37.719 | 3       |
| 6    | 77 | Valtteri Bottas   | Mercedes AMG            | 1:35.716 | 1:35.396 | 1:37.833 | 4       |
| 7    | 7  | Kimi Räikkönen    | Ferrari                 | 1:38.235 | 1:37.031 | 1:37.987 | 5       |
| 8    | 5  | Sebastian Vettel  | Ferrari                 | 1:37.198 | 1:36.223 | 1:38.064 | 6       |
| 9    | 19 | Felipe Massa      | Williams Martini Racing | 1:38.338 | 1:37.456 | 1:38.251 | 7       |
| 10   | 2  | Stoffel Vandoorne | McLaren F1 Team         | 1:38.767 | 1:37.471 | 1:39.157 | 8       |
| 11   | 11 | Sergio Pérez      | Force India             | 1:38.511 | 1:37.582 |          | 9       |
| 12   | 27 | Nico Hülkenberg   | Renault                 | 1:39.242 | 1:38.059 |          | 15      |
| 13   | 14 | Fernando Alonso   | McLaren F1 Team         | 1:39.134 | 1:38.202 |          | 19      |
| 14   | 26 | Daniil Kvyat      | Scuderia Toro Rosso     | 1:39.183 | 1:38.245 |          | 10      |
| 15   | 55 | Carlos Sainz      | Scuderia Toro Rosso     | 1:39.788 | 1:38.526 |          | 16      |
| 16   | 20 | Kevin Magnussen   | Haas F1 Team            | 1:40.489 |          |          | 11      |
| 17   | 30 | Jolyon Palmer     | Renault                 | 1:40.646 |          |          | 18      |
| 18   | 9  | Marcus Ericsson   | Sauber F1 Team          | 1:41.732 |          |          | 12      |
| 19   | 94 | Pascal Wehrlein   | Sauber F1 Team          | 1:41.875 |          |          | 13      |
| 20   | 8  | Romain Grosjean   | Haas F1 Team            | 1:43.355 |          |          | 20      |

## Carrera
Resultats
| Pos. | Nº | Pilot             | Equip-motor             | Voltes | Temps/Retirat | Graella | Punts |
| ---- | -- | ----------------- | ----------------------- | ------ | ------------- | ------- | ----- |
| 1    | 44 | Lewis Hamilton    | Mercedes AMG            | 53     | 1:15:32.312   | 1       | 25    |
| 2    | 77 | Valtteri Bottas   | Mercedes AMG            | 53     | +4.471        | 4       | 18    |
| 3    | 5  | Sebastian Vettel  | Ferrari                 | 53     | +36.317       | 6       | 15    |
| 4    | 3  | Daniel Ricciardo  | Red Bull - TAG Heuer    | 53     | +40.335       | 16      | 12    |
| 5    | 7  | Kimi Räikkönen    | Ferrari                 | 53     | +40.417       | 4       | 10    |
| 6    | 31 | Esteban Ocon      | Force India             | 53     | +51.863       | 3       | 8     |
| 7    | 18 | Lance Stroll      | Williams Martini Racing | 53     | +54.491       | 2       | 6     |
| 8    | 19 | Felipe Massa      | Williams Martini Racing | 53     | 55.159        | 7       | 4     |
| 9    | 11 | Sergio Pérez      | Force India             | 53     | +55.611       | 10      | 2     |
| 10   | 33 | Max Verstappen    | Red Bull - TAG Heuer    | 52     | +1 volta      | 13      | 1     |
| 11   | 20 | Kevin Magnussen   | Haas F1 Team            | 52     | +1 volta      | 10      |       |
| 12   | 26 | Daniil Kvyat      | Scuderia Toro Rosso     | 52     | +1 volta      | 8       |       |
| 13   | 27 | Nico Hülkenberg   | Renault                 | 52     | +1 volta      | 14      |       |
| 14   | 55 | Carlos Sainz      | Scuderia Toro Rosso     | 52     | +1 volta      | 15      |       |
| 15   | 8  | Romain Grosjean   | Haas F1 Team            | 52     | +1 volta      | 20      |       |
| 16   | 94 | Pascal Wehrlein   | Sauber F1 Team          | 51     | +2 voltes     | 12      |       |
| Ret  | 14 | Fernando Alonso   | McLaren F1 Team         | 50     | Embragatge    | 19      |       |
| Ret  | 9  | Marcus Ericsson   | Sauber F1 Team          | 49     | Suspensió     | 11      |       |
| Ret  | 2  | Stoffel Vandoorne | McLaren F1 Team         | 33     | Electricitat  | 18      |       |
| Ret  | 30 | Jolyon Palmer     | Renault                 | 29     | Transmissió   | 17      |       |

## Classificacions després de la carrera
| Pos. | Pilot            | Punts | Canvis de posició |
| ---- | ---------------- | ----- | ----------------- |
| 1    | Lewis Hamilton   | 238   | 1                 |
| 2    | Sebastian Vettel | 235   | 1                 |
| 3    | Valtteri Bottas  | 197   | =                 |
| 4    | Daniel Ricciardo | 144   | =                 |
| 5    | Kimi Räikkönen   | 138   | =                 |

| Pos. | Constructor             | Punts | Canvis de posició |
| ---- | ----------------------- | ----- | ----------------- |
| 1    | Mercedes AMG            | 435   | =                 |
| 2    | Ferrari                 | 373   | =                 |
| 3    | Red Bull - TAG Heuer    | 212   | =                 |
| 4    | Force India             | 113   | =                 |
| 5    | Williams Martini Racing | 55    | =                 |